# Morin khuur
Il morin khuur, (морин хуур in mongolo, 马头琴 in cinese), noto anche come violino a testa di cavallo, è uno strumento ad arco tradizionale della Mongolia, della quale è considerato un simbolo.
Nel 2008 la musica tradizionale del morin khuur è stata inclusa nella Lista rappresentativa del patrimonio culturale immateriale dell'umanità nell'ambito della Convenzione per la salvaguardia del patrimonio culturale immateriale dell'UNESCO.

## Nome
In lingua mongola, lo strumento si chiama generalmente morin khuur (mɔrin xʊːr) o "testa di cavallo". Il nome completo in mongolo classico, però, è morin toloγai tai quγur,ᠮᠣᠷᠢᠨ
ᠲᠣᠯᠣᠭᠠᠢ ᠲᠠᠢ
ᠬᠣᠭᠣᠷ, (Морин толгойтой хуур) ovvero violino dalla testa di cavallo. Di solito è abbreviato in "Морин хуур", "ᠮᠣᠷᠢᠨ
ᠬᠣᠭᠣᠷ", trascritto in latino come "Morin huur". Nella Mongolia occidentale è noto come ikil (икил) dal non confondersi con l'igil tuvano), mentre in quella orientale è noto come shoor (Шоор).

## Descrizione
Lo strumento, tenuto quasi in piedi tra le gambe o sul girovita del musicista, consiste in una scatola sonora trapeziforme fatta in legno attaccata a due fili in nylon o in fili di coda di cavallo, tenuti in parallelo su un ponte in legno che collega la parte superiore dello strumento, generalmente a testa di cavallo. L'arco utilizzato per suonare è una lunga linea di peli di cavallo allacciati e ricoperti di resina di larice o cedro, e presenta un'impugnatura che consente al musicista di stringere i capelli sciolti dell'arco, consentendo un controllo molto fine del timbro dello strumento. Vi sono due tipi di corda: quella "maschio" è fatta di 130 peli di coda di uno stallone, mentre quella "femmina" è fatta di 105 peli di coda di una giumenta.

## Origini
Tra le leggende sull'origine dello strumento c'è quella di un pastore, Namjil, che ricevette il dono di un cavallo volante che avrebbe cavalcato di notte per vedere la sua amata. Ma una donna in preda alla gelosia tagliò le ali al cavallo mentre volava, e l'animale cadde a terra sfracellandosi; sopravvissuto ma disperato, il pastore fece un violino dalla pelle e dai peli della coda del cavallo, e la usò per farvi delle canzoni. Stando a un'altra leggenda, un ragazzo di nome Sükhe (o Suho) perse il suo cavallo, che fu ucciso da un malvagio signore; lo spirito dell'animale venne in sogno al ragazzo e lo istruì a creare uno strumento usando i suoi resti, in modo che i due rimanessero sempre insieme.
Molti popoli turchi che si trovavano a est dei Mongoli possiedono simili strumenti, tra cui l'igil per i Tuvani, il kobyz per i Kazaki, o il Kyl kyyak per i Kirghizi. Di riflesso, in Serbia, Croazia e Albania vi è uno strumento simile, la gusla, che potrebbe essere uno strumento antichissimo, risalente addirittura a 40'000 anni fa.